# Hikairo Forbes

a Compétitions nationales et continentales officielles uniquement.

Dernière mise à jour le 14 décembre 2024.
Hikairo Forbes, né le 5 mars 1986, est un joueur néo-zélandais de rugby à XV qui joue au poste de talonneur.

## Carrière

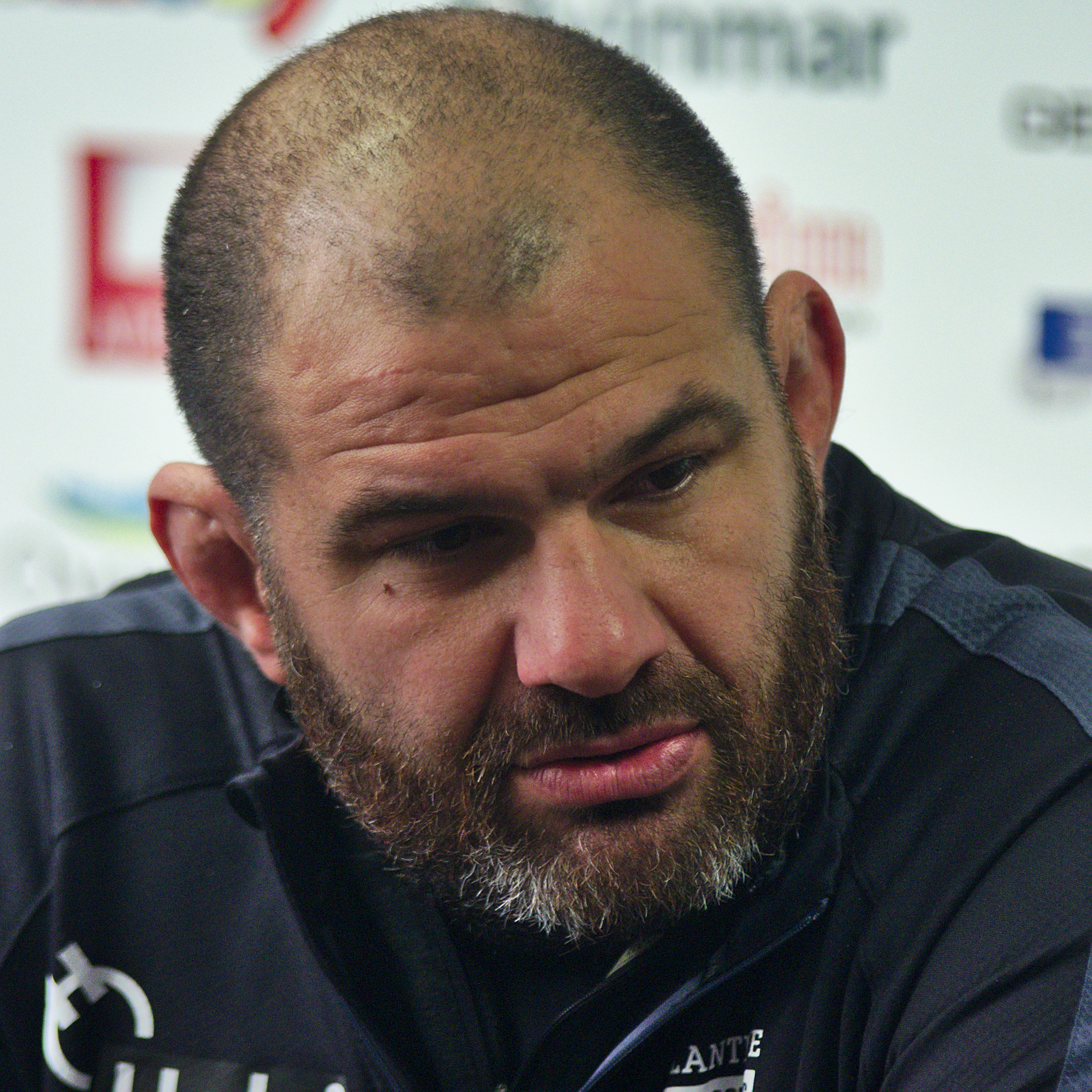
Patrice Collazo, ici en 2014, est l'entraîneur de Hikairo Forbes de 2013 à 2018.

Déjà approché sans succès par l'Union Bordeaux Bègles en 2010 alors que le club évolue en Pro D2, Hikairo Forbes signe un contrat de deux ans en 2011 avec le club girondin qui accède alors au Top 14. Après deux saisons, il rejoint le stade rochelais, alors en Pro D2, et participe à la remontée en Top 14 lors de la saison 2013-2014.
- 2008-2011 : Waikato (NPC)
- 2011 : Hawke's Bay (NPC)
- 2011-2013 : Union Bordeaux Bègles (Top 14 et Challenge européen)
- 2013-2019 : Stade rochelais (Pro D2, Top 14 et Challenge européen)
- 2019-2021 : Provence rugby (Pro D2)